# Kleiner Pönitzer See
Der Kleine Pönitzer See ist ein See in der Gemeinde Scharbeutz – östlich von Pönitz – im Kreis Ostholstein in Schleswig-Holstein. An seinem südlichen Ufer liegt das Dorf Pönitz am See. Er liegt in der Holsteinischen Schweiz, umgeben von einer hügeligen Moränenlandschaft.

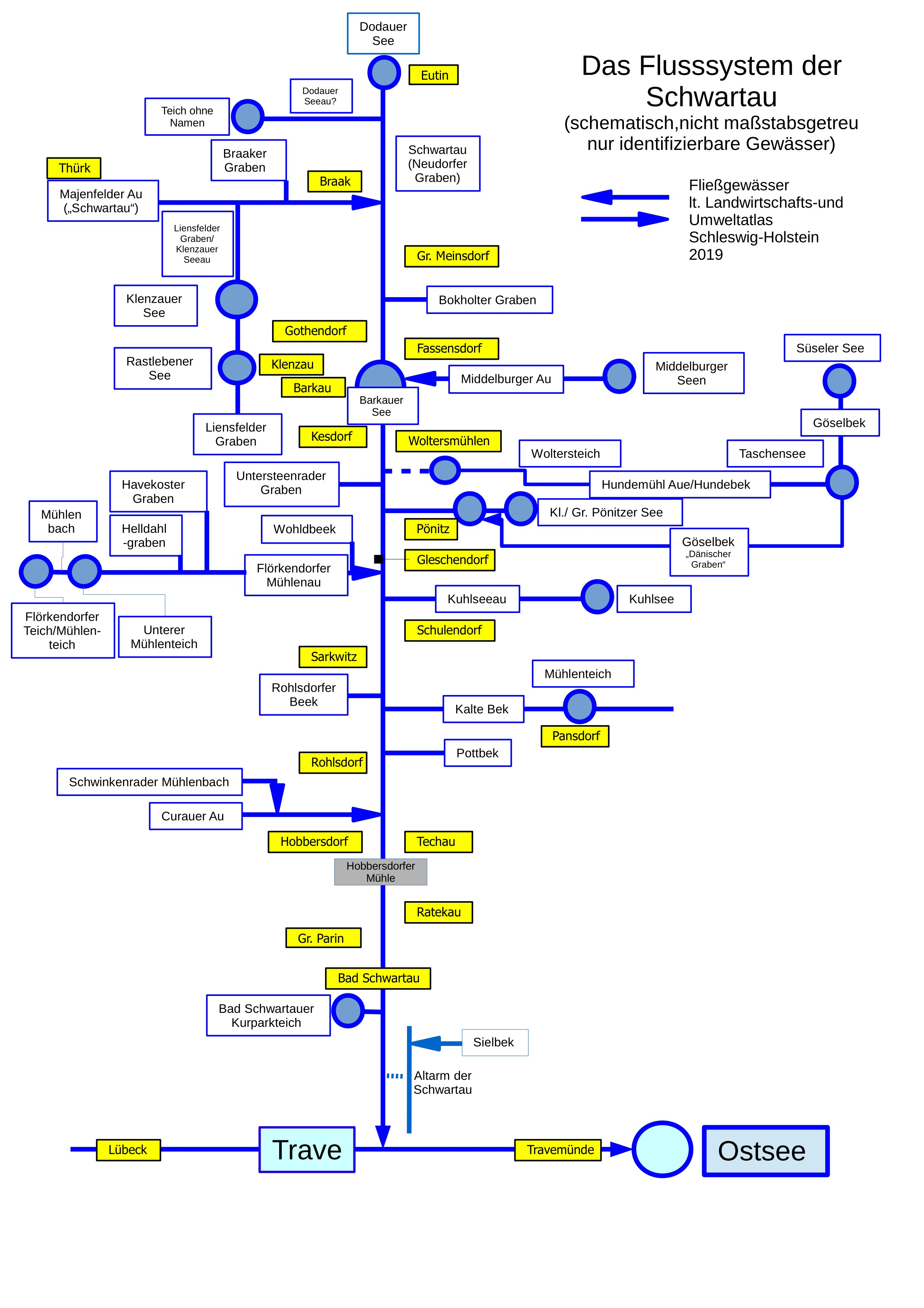

Er wird von der aus dem nördlich gelegenen Taschensee verrohrt durch den sogenannten „Dänischen Graben“ (auch „Dänischer Kanal“ genannt) kommenden Gösebek durchflossen, die ihn im Osten in Richtung Ostsee verlässt. Weiter erhält er Wasser mittels eines Verbindungsgraben aus dem Großen Pönitzer See. Gleichzeitig wird jedoch nach Landwirtschafts- und Umweltatlas Schleswig-Holstein über den Kleinen Pönitzer See mittels eines Grabens im Westen des Kleinen Pönitzer Sees auch das Flusssystem der Schwartau und damit letztlich das Flusssystem Trave mit dem Wasser des Süseler Sees und des Taschensees aus der Pönitzer Seenplatte bedient.
Der See hat eine in West-Ost-Richtung verlaufende ovale Form von ca. 800 m Länge und 200 m Breite. Er hat eine Größe von ca. 18 ha und eine maximale Tiefe von 8,9 Metern. Er wird befischt und es gibt eine Badestelle.